# Церковь Святых Стигматов Святого Франциска
Церковь Святых Стигматов Святого Франциска (итал. La chiesa delle Sacre Stimmate di San Francesco) — католический храм в историческом центре Рима, расположенный в районе Пинья, на углу улицы Виа-дей-Честари с улицей Ларго-ди-Торре-Арджентина.

## История
Первая церковь на этом месте была освящена в 1297 году в честь Сорока святых мучеников из Калькарарио (Santi Quaranta Martiri de Сalcarario), о чём напоминает мемориальная доска, сохранившаяся в сакристии и датируемая 1298 годом. В 1597 году папа Климент VIII передал землю монашескому «Братству Святых стигматов» (Confraternita delle Ss. Stimmate). В XVIII веке в понтификат Климента XI церкви дали новое имя в честь Святого Франциска. В настоящее время храмом управляет община Миссионеры Мары. Проект новой церкви был поручен архитектору Джованни Баттиста Контини, ученику Дж. Л. Бернини, который начал строительные работы в 1714 году.

## Архитектура и произведения искусства церкви
В понтификат Климента XI строительство фасада было начато Антонио Каневари в стиле римского классицизирующего барокко. Фасад состоит из двух ярусов, по-барочному оформленных сдвоенными пилястрами композитного ордера и раскрепованным антаблементом. В «разорванном» лучковом фронтоне находится статуя Святого Франциска, получающего стигматы, со взором, обращённым к небу. Скульптура приписывается ученику Бернини Антонио Раджи.
Интерьер имеет один просторный неф с тремя капеллами по каждой стороне. Свод расписан Луиджи Гарци фреской «Слава святого Франциска». В главном алтаре — большая картина Франческо Тревизани «Стигматизация Святого Франциска» (San Francesco stigmatizzato, 1719).
В алтаре Капеллы Искупления установлено Распятие из слоновой кости, приписываемое скульптору Алессандро Альгарди, на своде капеллы имеется роспись «Ангелы с орудиями Страстей» работы Джованни Одацци.
В первой капелле справа находится алтарный образ «Бичевание Христа» Марко Бенефиала, по сторонам — картины Доменико Муратори с куполом, расписанным фресками Джованни Одацци. Во второй капелле — образ Мадонны с Младенцем работы Себастьяно Конки и Святого Михаила, копия мозаики собора Святого Петра, выполненная Филиппо Лауренти. В третьей капелле справа — картина с изображением Святого Иосифа работы Марко Каприни.
В третьей капелле слева находится запрестольный образ «Сорока святых мучеников» Джачинто Бранди. В сакристии церкви установлен драгоценный серебряный реликварий с кровью святого Франциска Ассизского. В крипте — склеп, датируемый шестнадцатым веком.
Среди захороненных в крипте церкви — знаменитый художник восемнадцатого века Якопо Дзоболи.

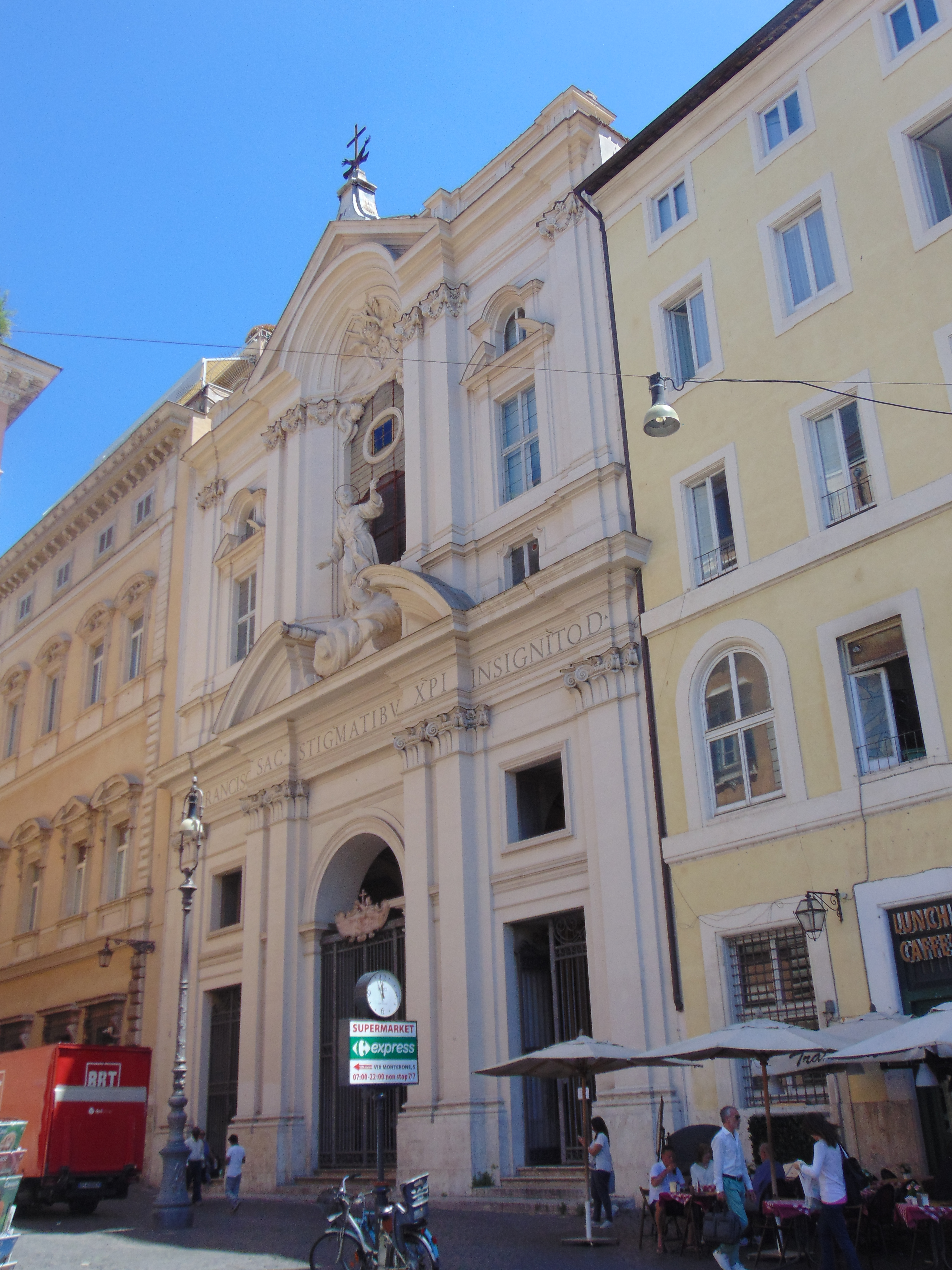
Фасад церкви
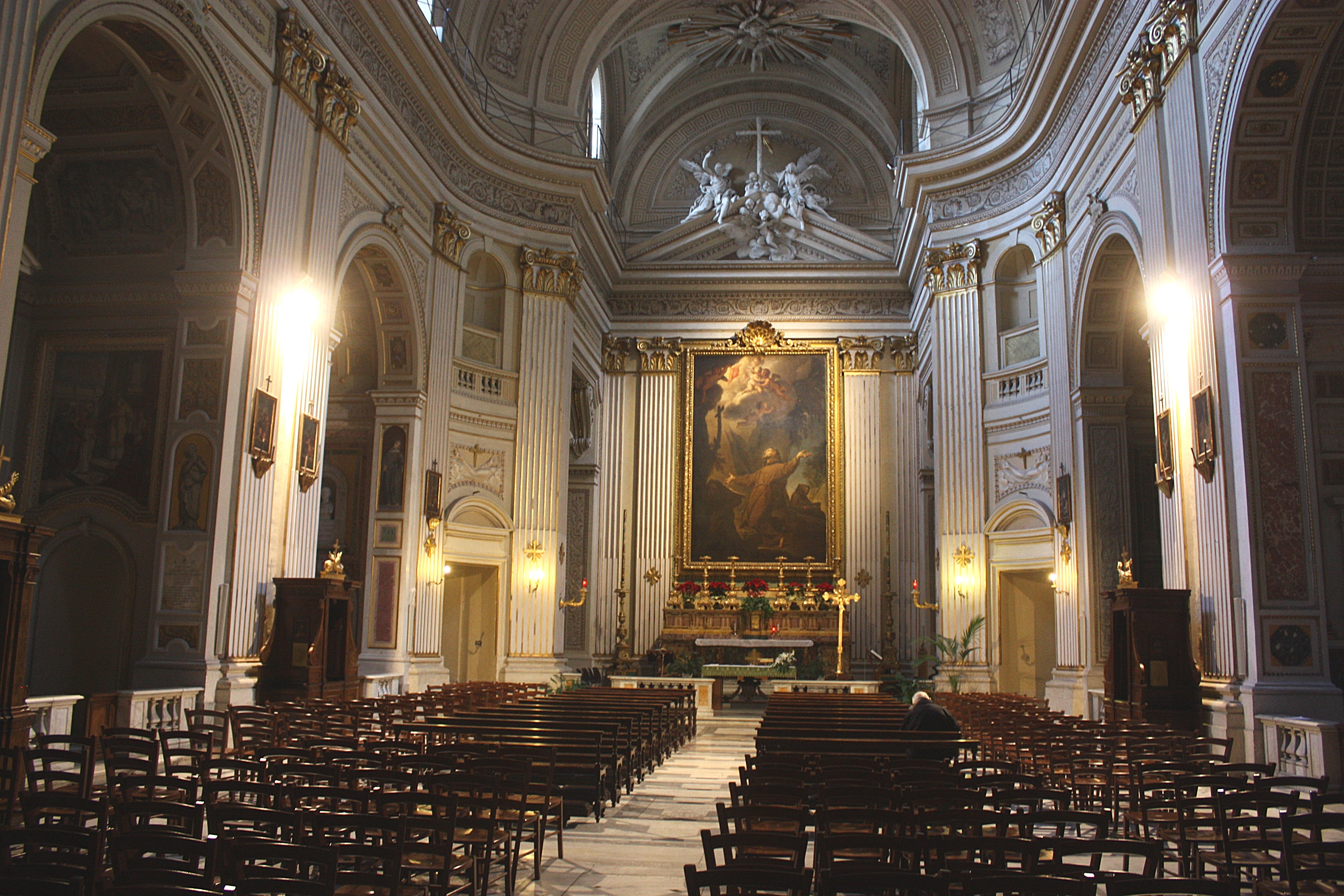
Интерьер
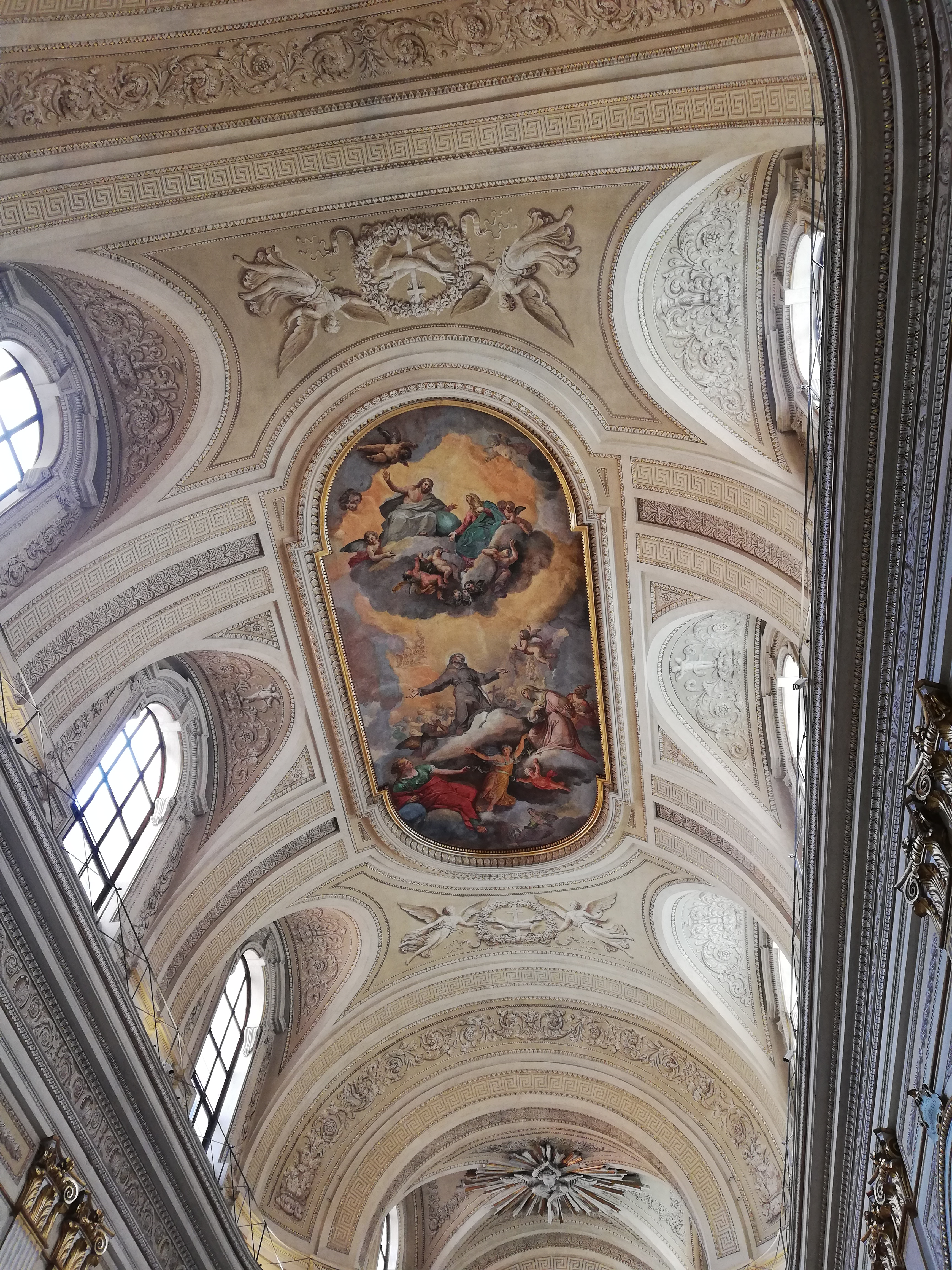
Свод. «Слава Святого Франциска». Фреска Л. Гарци
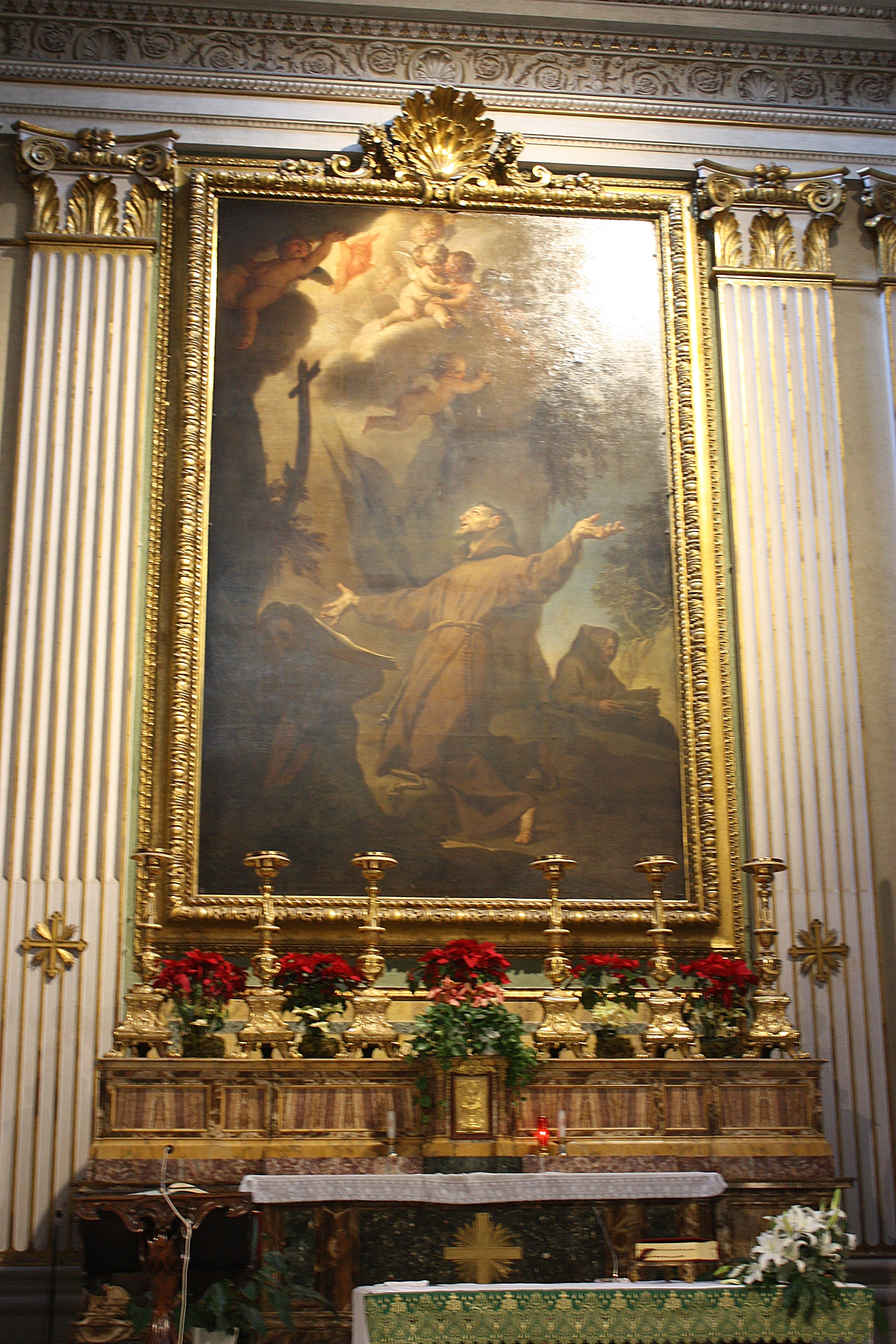
Главный алтарь. Стигматизация Святого Франциска. 1719. Ф. Тревизани
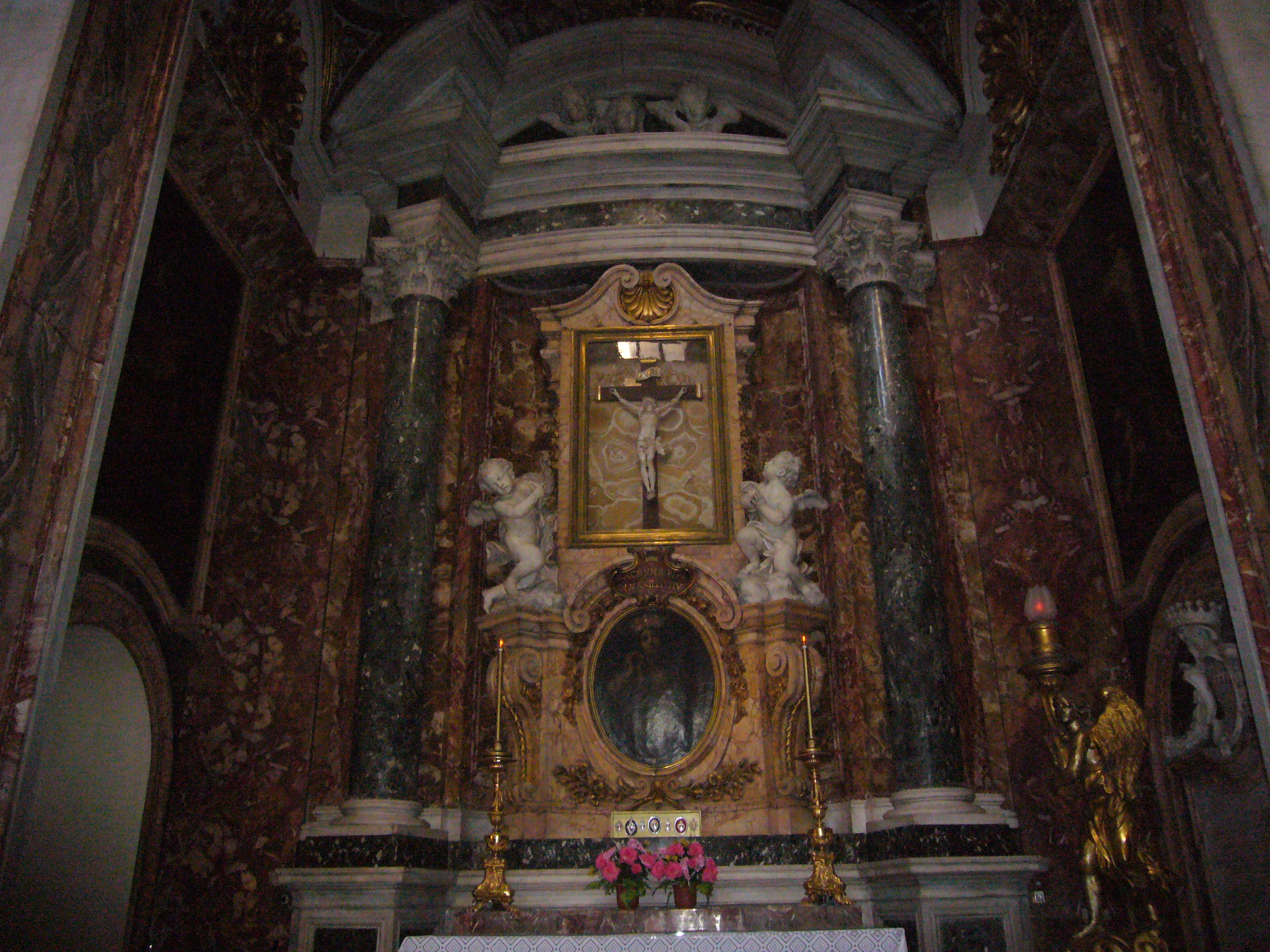
Капелла Искупление. Распятие. Скульптор А. Альгарди
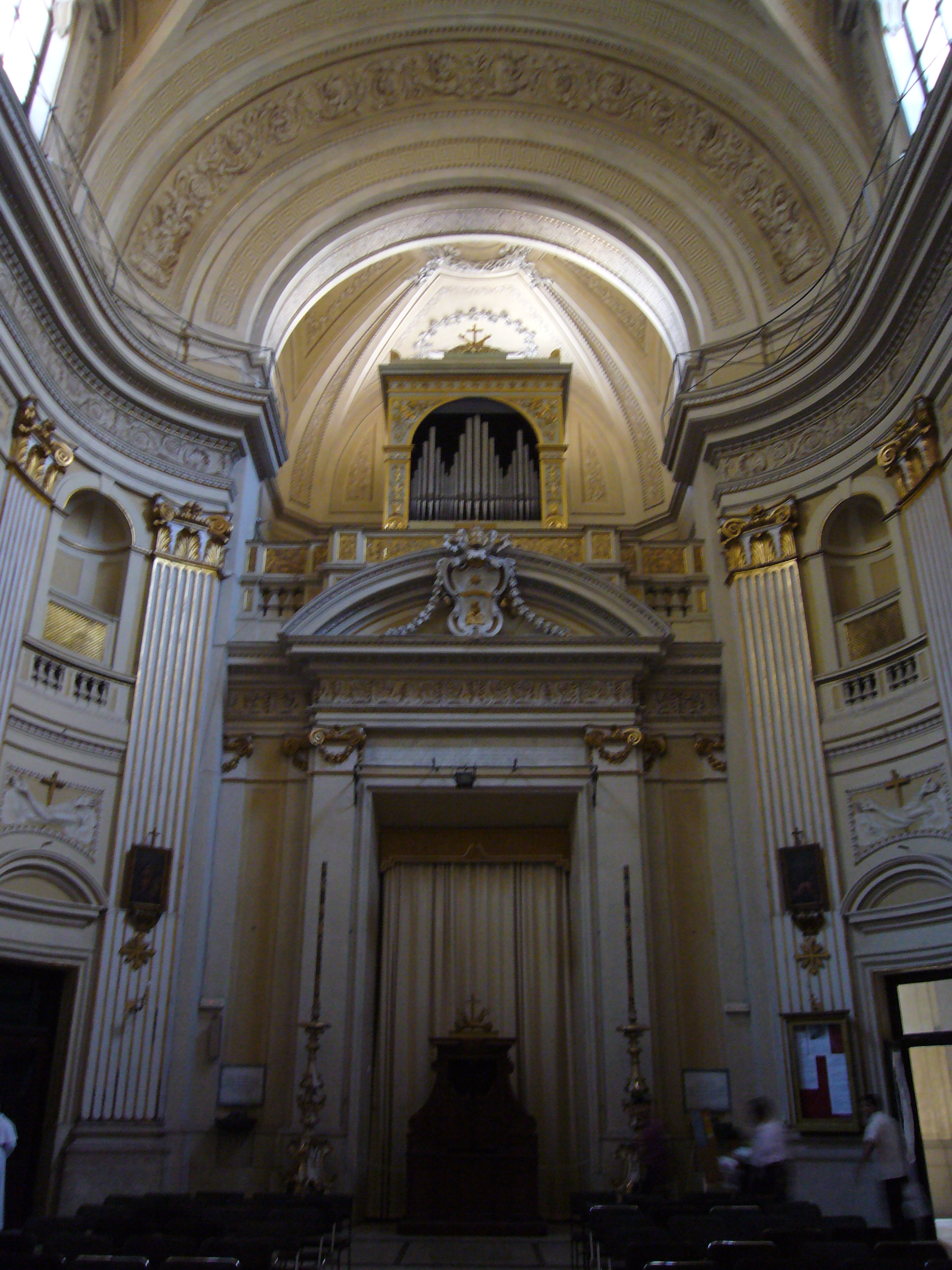
Контрфасад церкви. Орган